# Alevtina Oljunina
Alevtina Sergejeva Oljunina (ryska Алевти́на Серге́евна Олю́нина), född den 15 augusti 1942 i Ptjolkino (Ryssland), är en rysk före detta längdåkare som under sin karriär tävlade för Sovjetunionen. Olyunina tog guld och silver vid olympiska spelen i Sapporo 1972.